# NTTドコモ代々木ビル
NTTドコモ代々木ビル（エヌ・ティ・ティドコモよよぎビル：英: NTT Docomo Yoyogi Building）は、東京都渋谷区千駄ヶ谷にあるNTTドコモの超高層ビル。通称ドコモタワー。新宿駅の南側及び代々木駅の東側に位置する。

## 概要
NTTドコモは1990年代半ば、携帯電話の急激な普及を見込み、都内と埼玉県周辺をカバーする新たな中継基地を建設する方針を決定した。立地場所は都心部でないと意味がないため、それを前提に建設地を探し求めていた所、たまたま旧国鉄の新宿貨物駅の跡地が見つかり、 1997年12月に工事に着手。2000年9月に竣工した。都内のビルの中では麻布台ヒルズ森JPタワー、虎ノ門ヒルズステーションタワー、虎ノ門ヒルズ森タワー、ミッドタウンタワー、東京都庁第一本庁舎、東京ミッドタウン八重洲に次いで7番目の高さを誇る。
エンパイアステートビルなどの、1930年代に建てられたニューヨークの摩天楼を思わせるデザインが特徴であり、いつしか「新宿のエンパイアステートビル」と呼ばれるようになった。このデザインにより周辺のビルより目立ち、高速道路を走る車の中からや曇っているときでも視認できる。当初、東京タワーのような鉄塔を街中に建てる案も検討されたが、機能性と街並みの調和を追求した結果、建物と鉄塔が一体の建築物が建てられることになり、都市環境に新たな印象を与える「Sky Tower」が誕生した。
おおむね三角形をした敷地は、二辺が道路に接して、その交点には開発条件で公園が配置され、道路に沿っては歩道状空地や広場状空地となっている。新宿貨物駅の跡地に建設されたことから、建築主は日本国有鉄道清算事業団の関連会社だったレールシティ東開発である。
建物内部は携帯電話用の通信機器が設置された機械室と代理店向けのコールセンターが入居する事務室が存在する。一般の商業ビルと異なりNTTドコモの自社業務用のビルであり、関係者以外の立ち入りはできない。なお、NTTドコモの本社は千代田区の山王パークタワーにあり、代々木ビルは本社ビルではない。
別館である「アネックスI」には松電通信（パナソニックグループで、パナソニック モバイルコミュニケーションズ製ドコモ向け携帯電話機の修理などを行う会社）が運営する代理店のドコモショップ代々木店が入居している。
その他、アネックス棟にはフレッシュネスバーガー、やよい軒、中華料理、鹿児島料理、ベトナム料理、魚介料理、等の飲食店が入居している。

## 構造
建物のスケールとしては、地上50階ほどの高さがあるが、ビルとしての構造を持つのは、全体のうち下半分程度（地上25階）まで。14階までがオフィススペースであり、15階から25階までは、通信設備などが設置されている機械室になっている。25階相当部分が、普通のビルでいう「屋上」に相当する。2021年7月にブランドスローガン「あなたと世界を変えていく。」が制定されたことに伴う企業CM（綾瀬はるか出演）はこの屋上部分を再現したセットで撮影された。
残りの上層部は、マイクロ波アンテナを設置するための尖塔部分で、鉄骨に外壁が貼られているだけで、内部は空洞である。アンテナを何基も設置するために階段状になっている。エレベータは無いので、50階に相当する部分まで階段で上り、屋根もないので雨の日は雨具がいる。この構造のため、25階相当部分より上の建設では、通常のビル建築で使われるフロアクライミングクレーン（ビルのフロア上に設置し、建物の進捗に併せてクレーンベースも上昇するタワークレーン）が設置できず、当時としては日本一となる200メートルの高さまで地上から直接クライミングクレーンを伸ばすという、異例の工法が採用された。
このビルの頂上にあるのは、ビルの一部としてIUKが建設した1.85tデリックである。高さが32mあり、アンテナの方向などを修正するためや、下階層からの機材の吊り上げに使われている。ビルの高さにデリックを含めると272ｍとなる。
落成当初は、展望ロビーがあると勘違いして訪れる観光客のために、「当ビルには展望室はありません」との張り紙が出されていた。

## 大時計
北側には直径約15mの大時計がある。時刻を示す目盛とローマ数字の文字盤が印されている。2002年にNTTドコモ設立10周年を記念して設置された。シチズングループのシチズンTICが作成し、時針、分針ともに約1トンある。本ビルは、サウジアラビアのメッカにアブラージュ・アル・ベイト・タワーズ（高さ601メートル）が2011年に完成するまでは世界一高い時計台であった。

## ビル外観画像ギャラリー

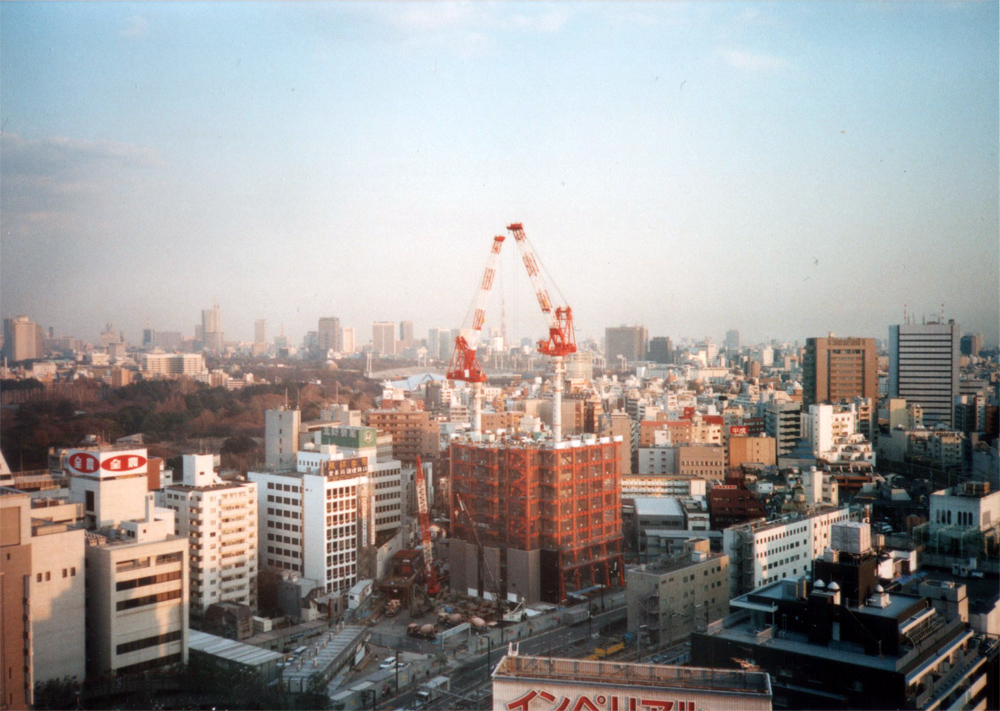
建設中のドコモタワー
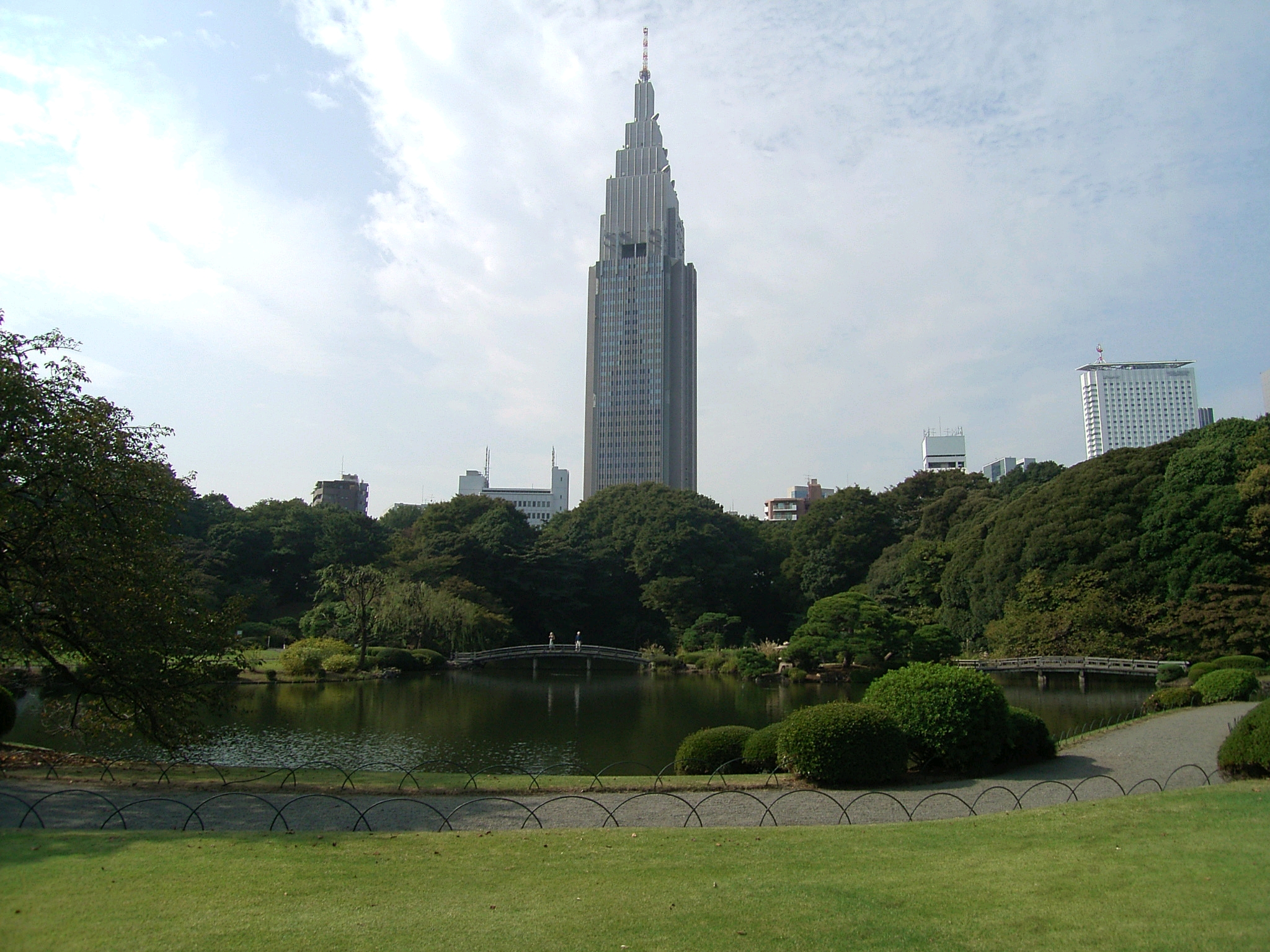
新宿御苑から望む
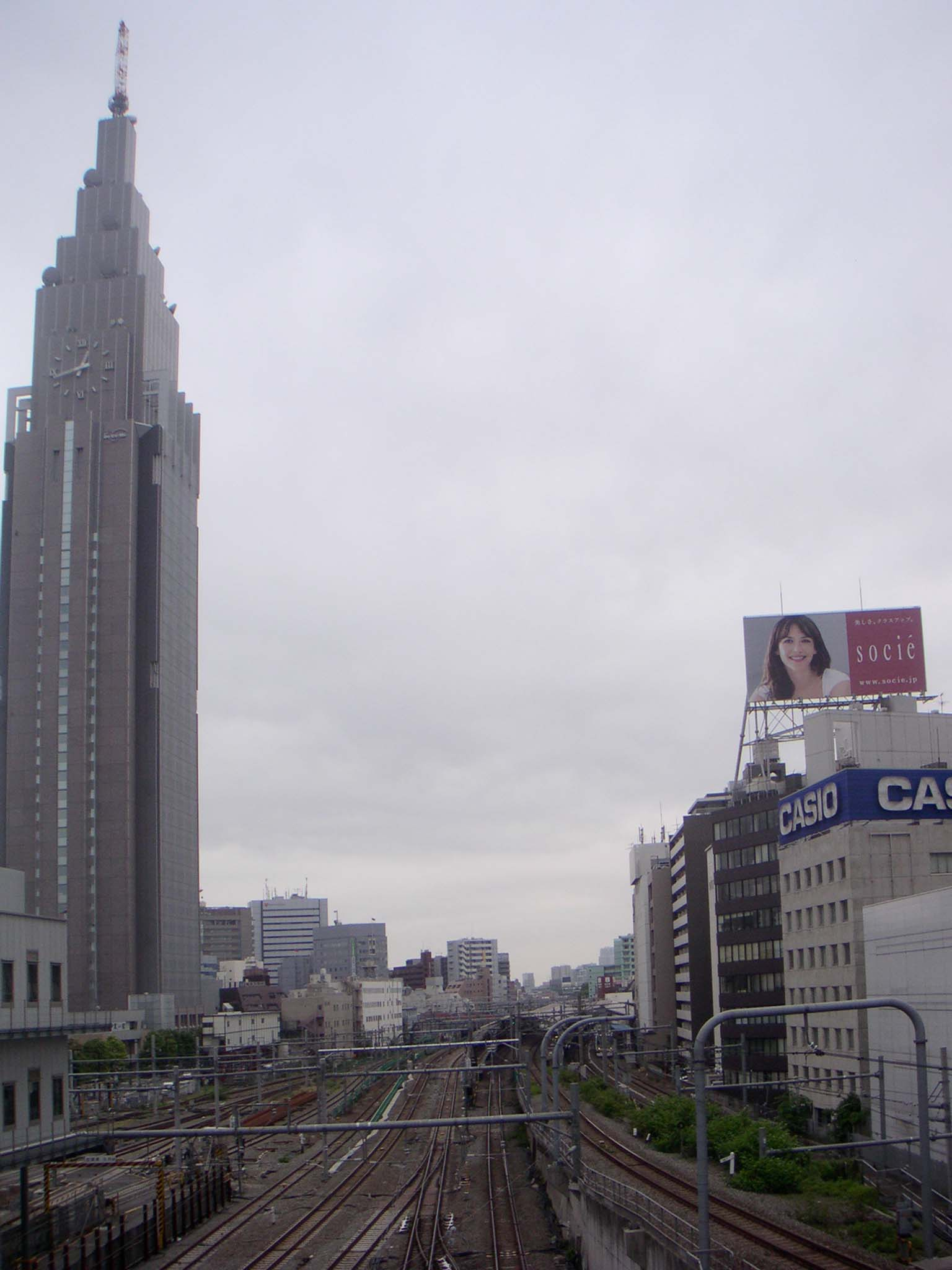
タカシマヤタイムズスクエアと新宿サザンテラスを結ぶイーストデッキから望む
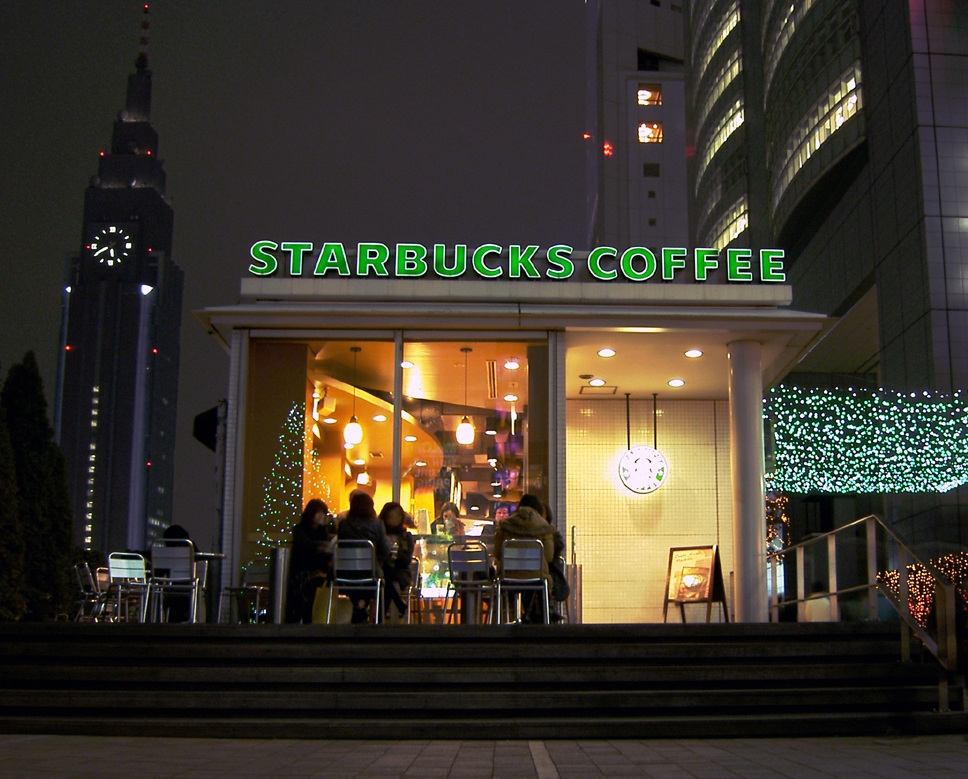
新宿サザンテラスのスターバックス・オープンテラスから望む夜景
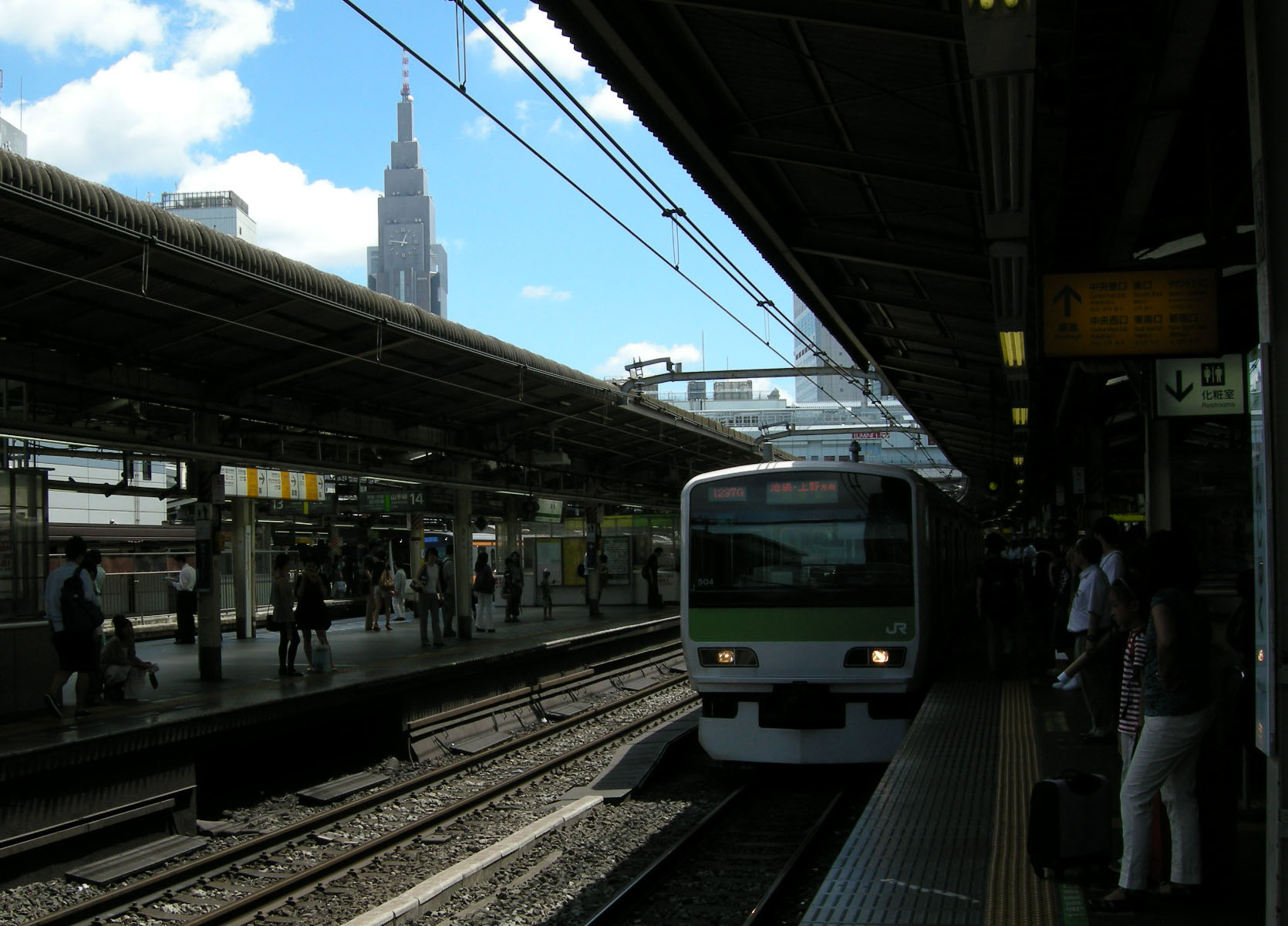
JR新宿駅山手線ホームから望む
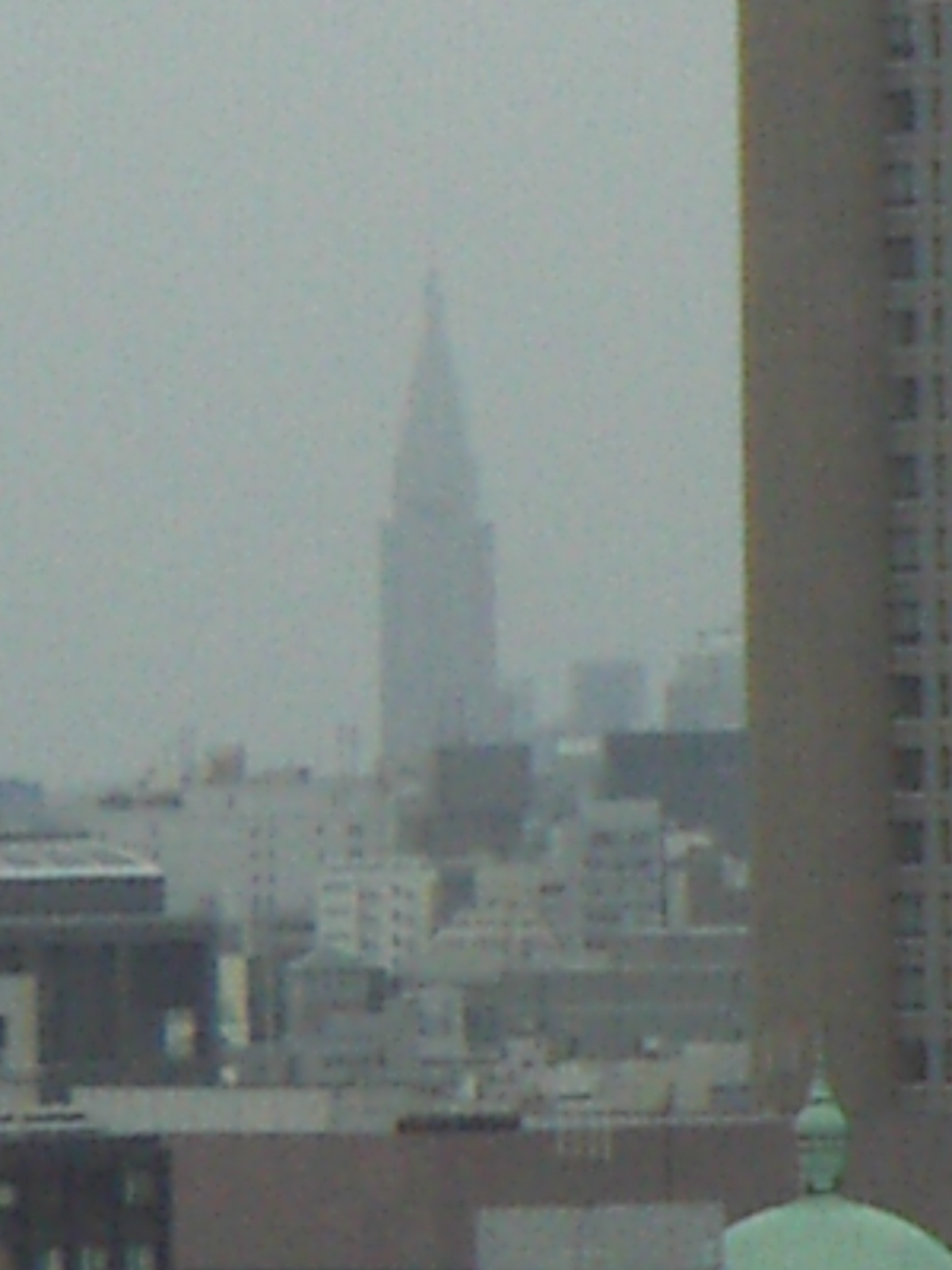
秋葉原ダイビルから望む
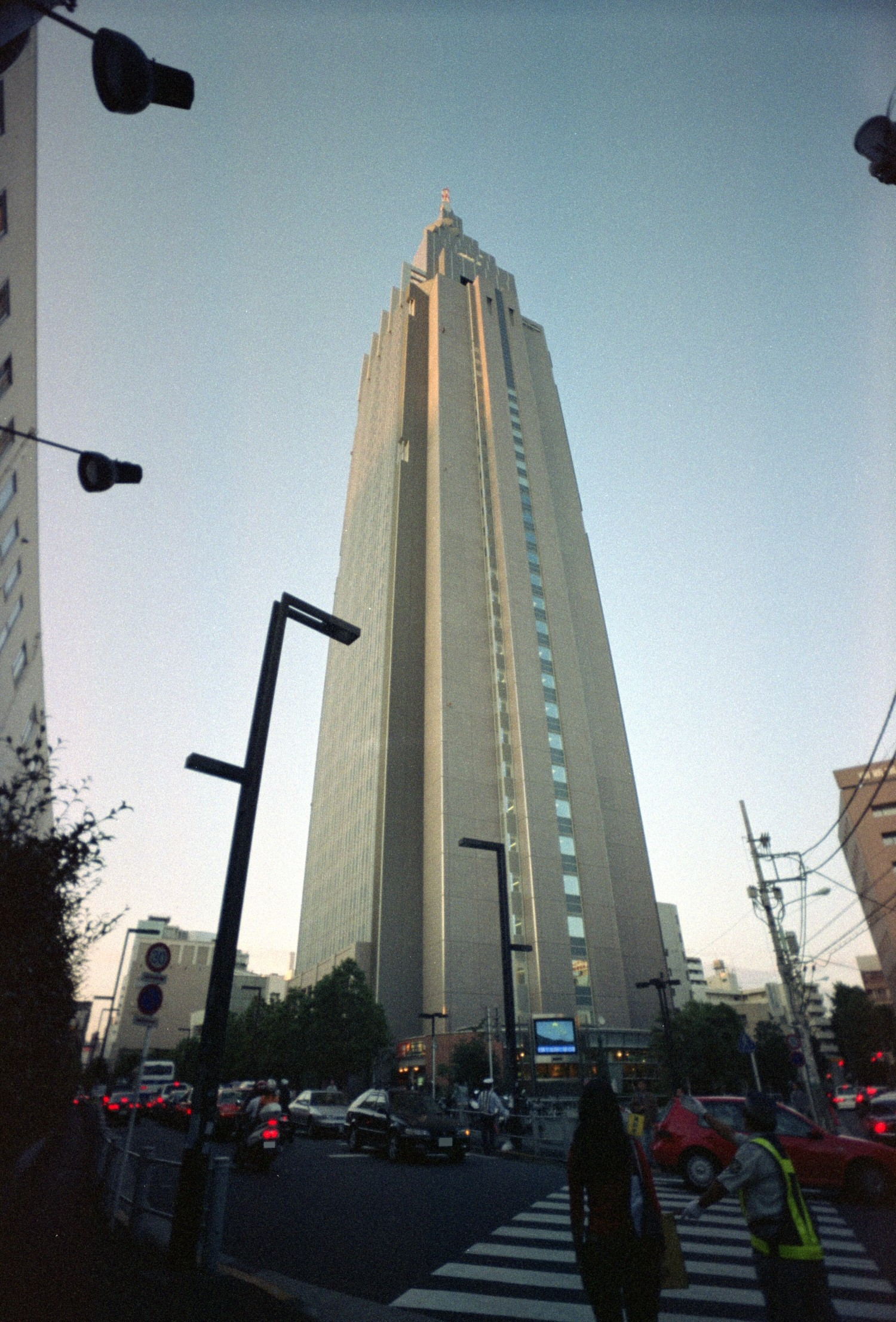
代々木駅東口から仰ぐ